# Quadricalcarifera doloka
Quadricalcarifera doloka är en fjärilsart som beskrevs av Sergius G. Kiriakoff 1967. Quadricalcarifera doloka ingår i släktet Quadricalcarifera och familjen tandspinnare. Inga underarter finns listade.